# Gymnoleon veyrierisi
Gymnoleon veyrierisi is een insect uit de familie van de mierenleeuwen (Myrmeleontidae), die tot de orde netvleugeligen (Neuroptera) behoort. 
Gymnoleon veyrierisi is voor het eerst wetenschappelijk beschreven door Navás in 1937.